# Mayak (Otrádnaya, Krasnodar)
Mayak (del ruso: Маяк) es un posiólok del raión de Otrádnaya del krai de Krasnodar, en Rusia. Está situado en un área premontañosa y boscosa de las vertientes septentrionales del Cáucaso Norte, en la cabecera del río Kuntimes, afluente por la izquierda del río Urup, 17 km al suroeste de Otrádnaya y 202 km al sureste de Krasnodar, la capital del krai. Tenía 367 habitantes en 2010.
Es cabeza del municipio Mayakskoye, al que pertenecen asimismo Vesioli y Donskói.

## Historia
En 1934 tenía ya entre 400 y 500 habitantes y fue fundado unos años antes, con la creación del sovjós Podgorni, en que se organizó el ganado expropiado en Podgórnaya y Bestráshnaya. En 1936 se estableció el selsoviet dentro del raión de Spokóinaya. En 1940 tenía unos 700 habitantes. Fue ocupado en por las tropas alemanas durante la Gran Guerra Patria. Tras la guerra, se ampliaron las instalaciones del sovjós con prisioneros rumanos. En 1950 se establece una MTS. En la década de 1964 se renueva el edificio de la escuela (nº31). En esa década y la siguiente se desarrolla la localidad con la construcción de varias calles y el suministro de gas. Se construye un hospital, instalaciones deportivas. En 1977 se construye la Casa de Cultura de la localidad.

## Economía
Las principales actividades económicas de la localidad son la agricultura y la ganadería (OOO Yug Pererabotchik).

## Educación
En la localidad se halla la escuela secundaria nº15 y la escuela infantil n.º 19.